# Jagathala
Jagathala es una ciudad y nagar Panchayat situada en el distrito de Nilgiris en el estado de Tamil Nadu (India). Su población es de 14383 habitantes (2011). Se encuentra a 12 km de Udhagamandalam.

## Demografía
Según el censo de 2011 la población de Jagathala era de 14383 habitantes, de los cuales 6904 eran hombres y 7479 eran mujeres. Jagathala tiene una tasa media de alfabetización del 88,60%, superior a la media estatal del 80,09%: la alfabetización masculina es del 94,77%, y la alfabetización femenina del 82,92%.